# Ribeira de Tera
A ribeira de Tera é um curso de água de Portugal. Nasce no Alto Alentejo, na serra de Ossa, passa entre Estremoz e Evoramonte, recebe a ribeira de Canal na margem direita e passa junto a Pavia. A sudeste de Cabeção, no concelho de Mora, conflui com a ribeira de Seda para formar a ribeira da Raia.